# عبد الرحمن بريسم محمد
عبد الرحمن بريسم محمد من مواليد 1959 هو مصارع عراقي. تنافس في سباق المصارعة الرومانية في أولمبياد صيف 1980 وأولمبياد صيف 1984.

## روابط خارجية
- عبد الرحمن بريسم محمد على موقع قاعدة بيانات المصارعة الدولية (الإنجليزية)
- عبد الرحمن بريسم محمد على موقع اللجنة الأولمبية الدولية (الإنجليزية)
- عبد الرحمن بريسم محمد على موقع اللجنة الأولمبية الدولية (الإنجليزية)
- عبد الرحمن بريسم محمد على موقع أوليمبيديا (الإنجليزية)